# بلودنز
بلودنز (النطق الألماني: [ˈbluːdɛnt͡s] (استمع)؛ أليمانيك: بلوداز) هو مدينة في أقصى الغرب النمساوي منطقة من فورارلبرغ، والمقر الإداري لـمقاطعة بلودنز ، والتي تشمل حوالي نصف أراضي فورارلبرغ.

## جغرافية المكان

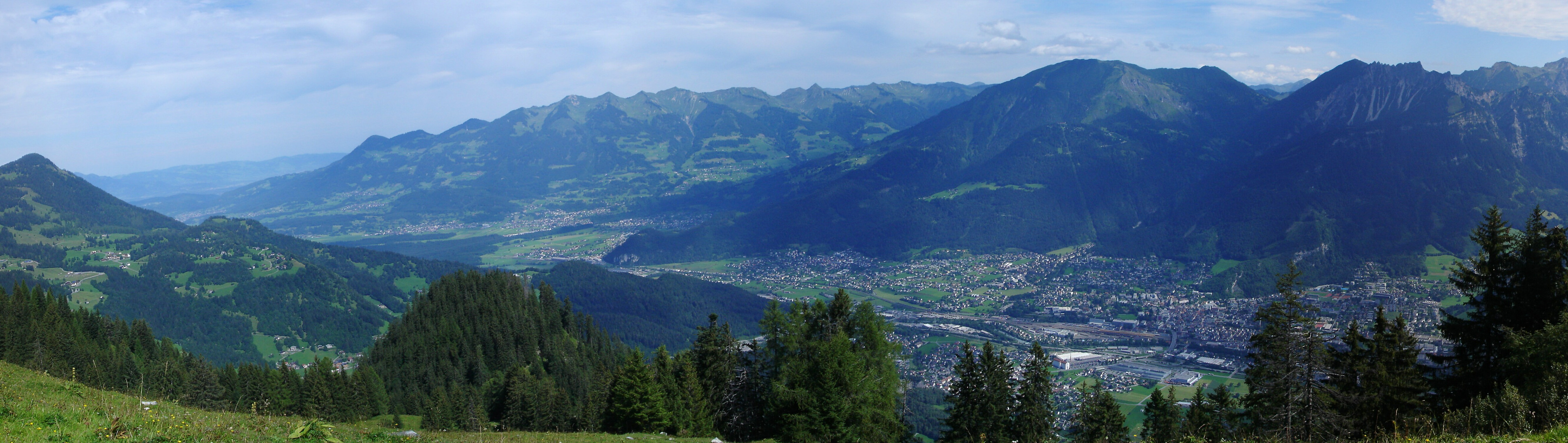
بانوراما مأخوذة من سونينالبي تظهر بلودنز على الجانب الأيمن.

تقع المدينة في نهر  إيل، رافد مباشر للراين، ومحاطة بنطاقات جبالالغابات شمالاً، وراتيكون وسيلفريتا نطاقات جنوبًا، تقع بلندز عند نقطة التقاء خمسة وديان: والقيو و مونتافون (إيل)، براندنيرتال، كلوسترتال حتى ارلبيرج باس، وجروسز فالسيرتال، وتعتبر نقطة انطلاق للمشي لمسافات طويلة وركوب الدراجات في الجبال في الربيع والصيف والخريف، وتقع بالقرب من العديد من منتجعات التزلج على الجليد (على سبيل المثال، العلامة التجارية وليك). الشركات الكبرى مونديليز الدولية (ميلكا الشوكولاته) وفوهرينبورغ مصنع الجعة التي تأسست عام 1881.

## التاريخ
تشير الاكتشافات الأثرية إلى أن الاستيطان في منطقة بلندز بدأ في العصر البرونزيو واستمر طوال حقبة لا تيني، وعام 600 قبل الميلاد كان هناك ميدان تدريب عسكري روماني.
ذُكرت بلوندز نفسها لأول مرة في عام 830 م في عام أورباريوم التابع ريتيان داخل إمبراطورية كارولينجيان، أسست السلالة الحاكمة كوميتال فيرنبيرج المدينة؛ ومنحت عام 1274امتيازات للمدينة، وأقام بها هابسبورغ دوق فريدريك الرابع من النمسا، الذي كان قد حُظر إمبراطوريا في المجلس كونستانس، ووُثق من 30 مارس 1416، وبعد أربع سنوات صارت بلوندز من ممتلكات سلالة هابسبورغ  النمساوي .

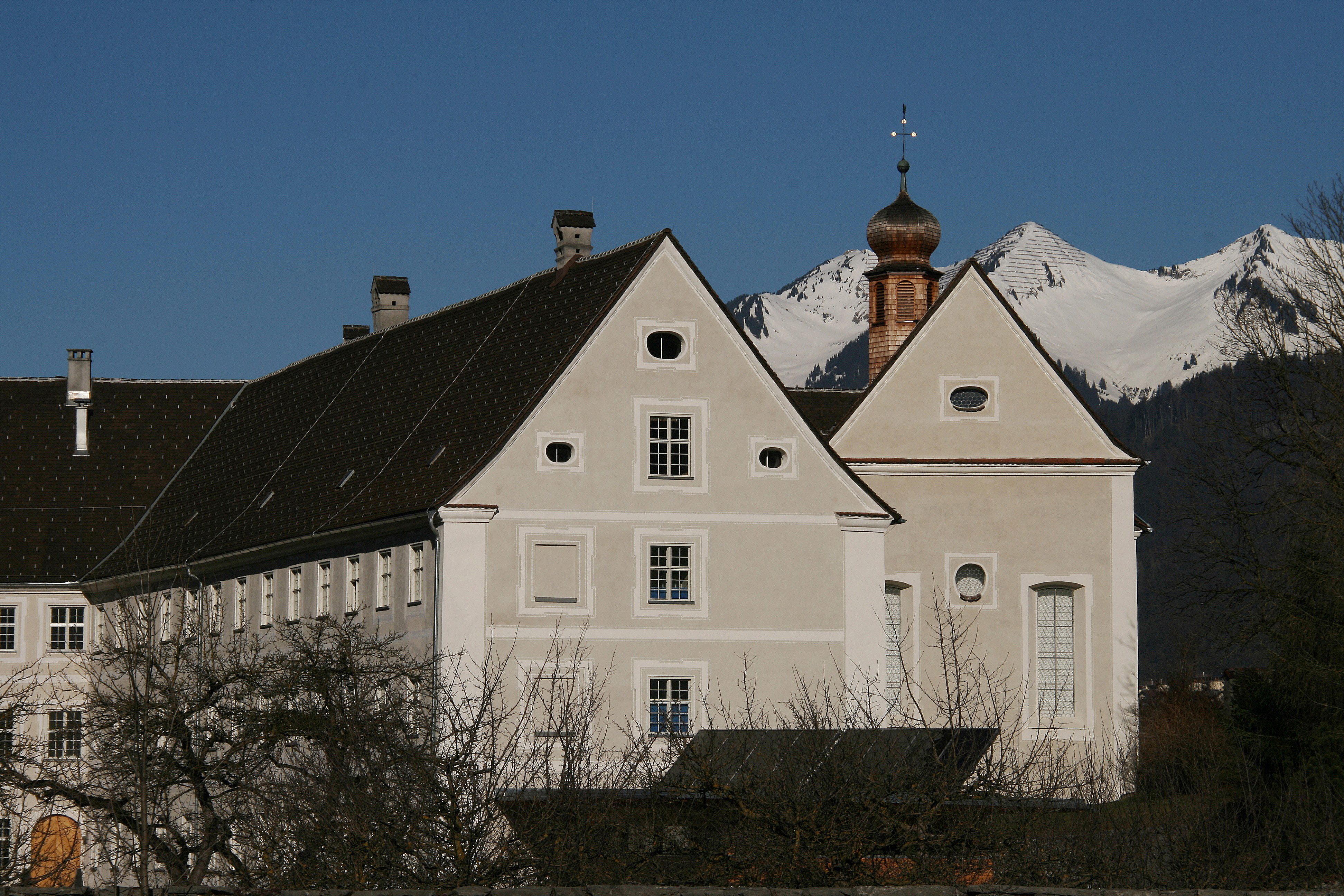
دير القديس بطرس في بلودنز

يقع المقر الرئيسي لمنطقة بلوندز في قلعة غاينهوفن، التي بنيت في القرن الثامن عشر.

## التعليم
تشمل المدارس الثانوية في بلودنز: بوندزجيمنازم و بوندزسيرالجيمنازم.

## الحضارة
تأسست ألبينال مهرجان الفيلم القصير  في عام 1985 في بلودنز، وعُرض في أغسطس حوالي 40 فيلمًا قصيرًا دوليًا على حشد من 1،000 زائر، الأحداث ذات الصلة هي جولة البنيل لاندل، والفيلم القصير فورار برجر، ورعب الليل في الخريف. أقيم المهرجان في بلودنز من عام 1985 إلى عام 2002، ومن عام 2020 فصاعدًا، بين عامي 2003 و 2019، تم عقده في نيزنغ
يعرض المتحف مصنع الجعة فوهرينبورغ  تطور مصنع فوهرينبورغ للجعة وتخمير الجعة في بلودنز عامةً، مشاهدة الصور التاريخية وزجاجات البيرة القديمة والملصقات وزخارف الإعلان السابقة ومعدات إنتاج البيرة تعرف الزائرعلى أكثر من 130 عامًا من تاريخ تخمير فوهرينبورغ.

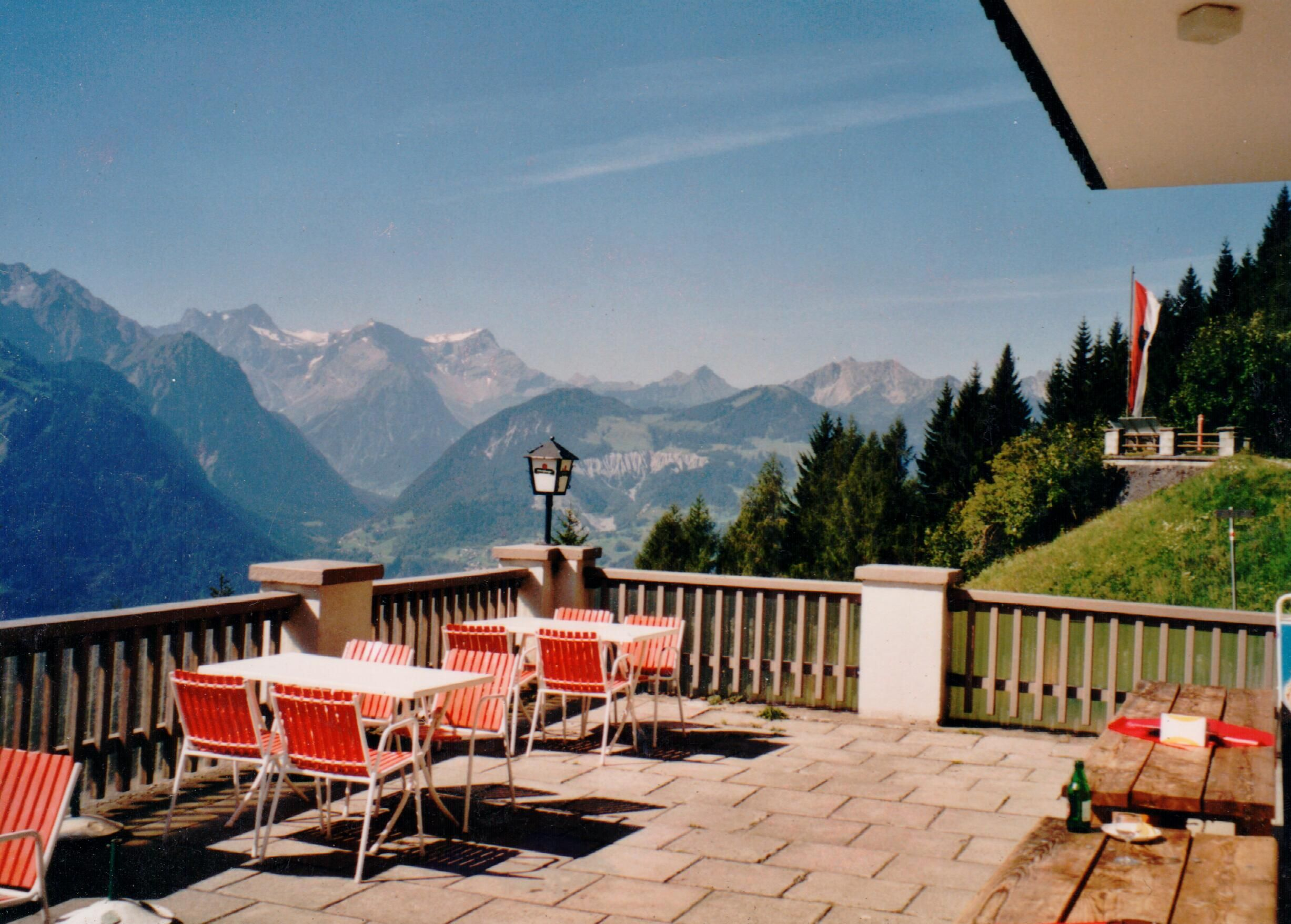
مطعم موترسبرغ في موترسبرغ في بلوندز، فوراربيرغ (2000). في الخلفية بداية براندنيرتال.

ال بلودنزر تاج ( zeitgemäßer) موسيقى هو مهرجان دولي للموسيقى المعاصرة يقام سنويًا في الخريف / الشتاء. جورج فريدريش هاس كان أول مدير فني، غناه ولفرام شوريج و الكسندر موسبروغر و كان الملحن الإيطالي الشاب كلارا إانوتا مسؤولاً عن البرنامج منذ عام 2014. على مر السنين، تم تقديم أكثر من 100 عرض عالمي لأول مرة في بلوندز.

## روابط خارجية
- باللغة الألمانية Bludenz official website